# Giuseppe Concone
Paolo Giuseppe Gioacchino Concone (ur. 12 września 1801 w Turynie, zm. 1 czerwca 1861 tamże) – włoski kompozytor, organista i pedagog.

## Życiorys
W latach 1837–1848 przebywał w Paryżu, gdzie działał jako nauczyciel śpiewu i fortepianu. Po rewolucji lutowej 1848 roku wrócił do Włoch, gdzie został organistą i kapelmistrzem kapeli królewskiej w Turynie.
Skomponował 2 opery: Un episodo di San Michele (wyst. Turyn 1836) i Graziella (nie wystawiona). Był ponadto autorem 5 zeszytów wokaliz przeznaczonych do nauki śpiewu.